# Father and Friend
Father and Friend è una canzone scritta ed interpretata da Alain Clark, assieme al padre Dane. Il brano è un'intima conversazione tra padre e figlio, in cui Alain Clark manifesta la propria ammirazione nei confronti del padre, quest'ultimo dubbioso sul fatto di essere stato un buon padre, dopo essere cresciuto dalla madre senza una figura paterna.
Il brano è stato un successo nei Paesi Bassi raggiungendo i primi posti delle classifiche e guadagnandosi diversi riconoscimenti, tra cui miglior singolo alla cerimonia dei premi indetta dalla radio olandese 3FM.
Il singolo è stato presentato per la prima volta in Italia da Alain Clark al Festival di Sanremo 2009, eseguendo il brano con il padre. Successivamente il brano è divenuto uno dei brani più trasmessi dalle radio italiane tra la fine di febbraio e l'intero marzo 2009.

## Videoclip
Il videoclip realizzato per il brano vede semplicemente padre e figlio guardarsi negli occhi, intervallandosi nel canto. Il videoclip ha avuto una buona rotazione nelle varie emittenti musicali, che hanno trasmesso il video con i sottotitoli in italiano con la traduzione fedele del testo.

## Tracce
CD-Single 8ball 7466032 (Sony BMG) / EAN 8717774660607
1. Father & Friend
2. This Ain't Gonna Work (Live Recorded At "Evers staat op", Radio 538)

CD-Single Warner 505186545512 (Warner) / EAN 5051865455127
1. Father & Friend (Original Version) - 3:41
2. Break Even (Live Acoustic Version) - 3:39

## Classifiche
| Classifica (2009) | Posizione più alta |
| ----------------- | ------------------ |
| Austria           | 38                 |
| Paesi Bassi       | 2                  |
| Italia            | 17                 |